# Suctobelbila dentata
Suctobelbila dentata är en kvalsterart som först beskrevs av Hammer 1961.  Suctobelbila dentata ingår i släktet Suctobelbila och familjen Suctobelbidae.

## Underarter
Arten delas in i följande underarter:
- S. d. dentata
- S. d. europaea